# Seitenkette
Als Seitenkette wird in der organischen Chemie ein Substituent (Rest, abgekürzt R) einer Hauptkette oder cyclischen Gruppe bezeichnet, z. B. eine kurze Kohlenstoffkette (Alkylgruppe), die von einer längeren Kohlenstoffkette oder einem Ring abzweigt.

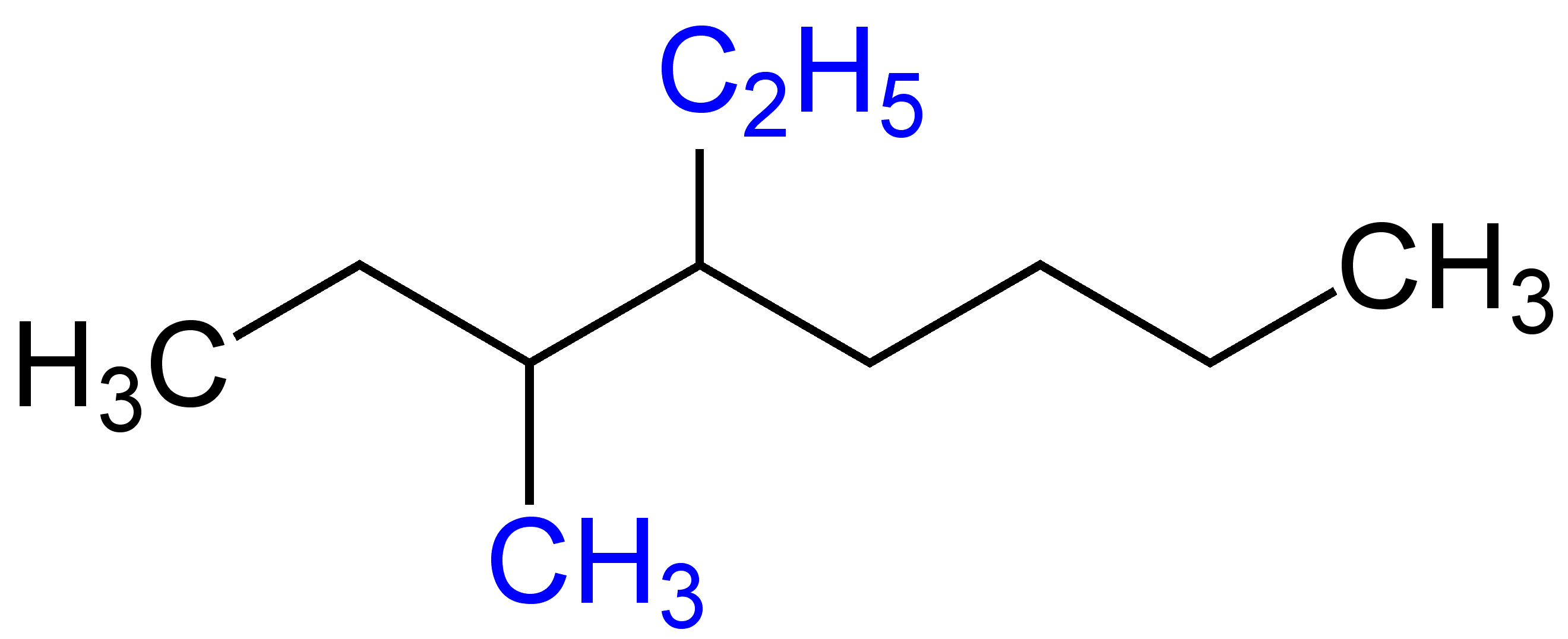
Seitenketten bei einem Alkan: 3-Ethyl-2-methyloctan mit zwei blau markierten Seitenketten (Methylgruppe und Ethylgruppe).

## Seitenketten bei Alkanen
Selbst bei einfachen Kohlenwasserstoffen können Seitenketten (respektive der gesamte Verzweigungsgrad) bestimmend für das Molekül sein. Isooctan ist in Ottomotoren besonders klopffest, Cetan in Dieselmotoren besonders zündwillig.

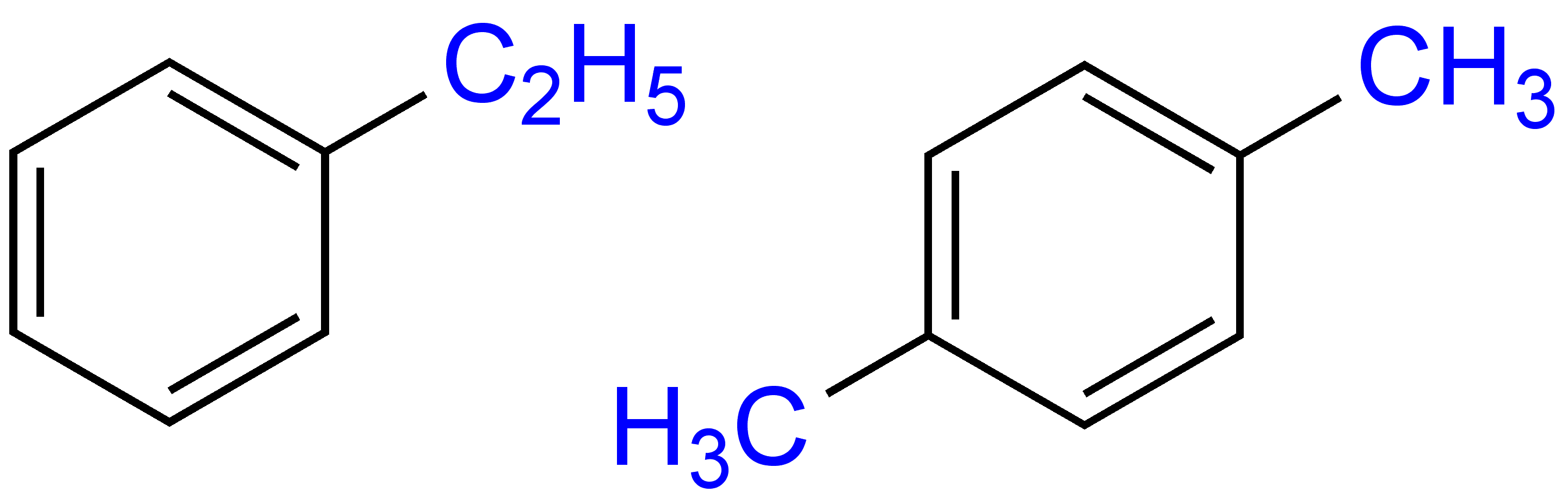
Seitenketten bei Aromaten: Ethylbenzol (links) mit einer blau markierten Seitenkette (Ethylgruppe) und p-Xylol (rechts) mit zwei blau markierten Seitenketten (Methylgruppen).

## Seitenketten bei Aromaten
Eine besondere Eigenschaft haben Seitenketten in der Chemie der Aromaten. Die Wasserstoffatome an dem den Aromaten benachbarten Kohlenstoffatom zeichnen sich durch eine besondere Reaktivität gegenüber Radikalen aus (leichte Bildung des mesomeriestabilisierten Benzylradikals). Sie können substituiert werden, beispielsweise durch Chlor (siehe Benzylchlorid) oder durch Sauerstoff (Phenolsynthese nach Hock, Cumolhydroperoxid-Verfahren; Phenol als Ausgangsmaterial für den Kunststoff Polyamid 6, ε-Caprolactam).
Die Substitution in Seitenketten an Aromaten erfolgt gemäß der SSS-Regel, z. B. durch die Seitenkettenhalogenierung, bei der ein Wasserstoffatom der Seitenkette durch ein Halogenatom ersetzt wird. Wenn alternativ eine Substitutionsreaktion am aromatischen Kern erfolgen und zugleich in der Seitenkette vermieden werden soll, muss die Reaktion gemäß der KKK-Regel durchgeführt werden.

## Seitenketten bei Aminosäuren

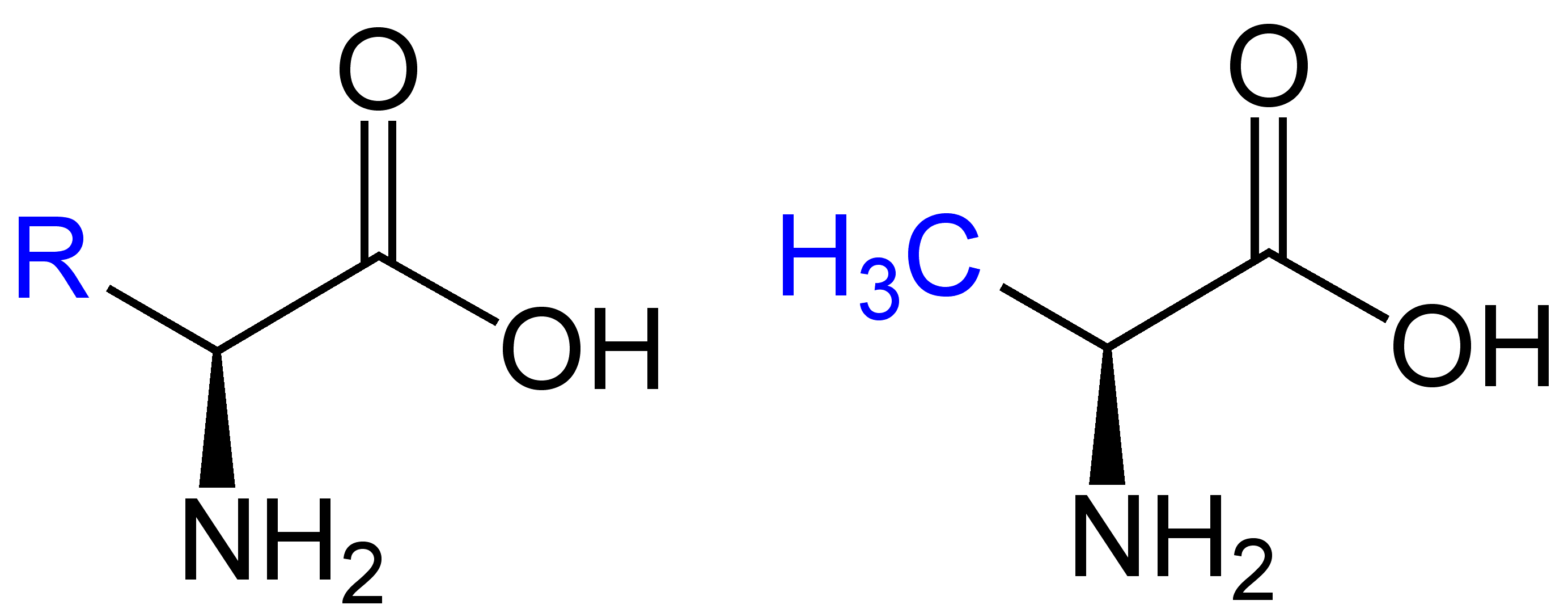
Grundstruktur proteinogener Aminosäuren mit der blau markierten Seitenkette R (links) und als konkretes Beispiel die natürliche Aminosäure (S)-Alanin (rechts) mit der blau Methylgruppe als Seitenkette.

Eine große Bedeutung haben Seitenketten auch bei den Aminosäuren. Alle proteinogenen Aminosäuren leiten sich vom Glycin ab, bei dem ein Wasserstoffatom (genauer das pro-S-H) durch einen jeweils charakteristischen Rest ersetzt ist. Der Rest kann ein einfacher Alkyl-Substituent (bei Alanin, gegebenenfalls auch verzweigt wie bei Leucin), aber auch andere funktionelle Gruppen (z. B. Hydroxy- (bei Serin), Amino- (bei Prolin), Thio- (bei Cystein) und/oder Carboxy-Gruppen (bei Asparaginsäure)) sein. Auch Aromaten und Heteroaromaten können in die Seitenkette eingebaut sein (Tryptophan).
Bei einfachen Hauptketten ist die Seitenkette dominierend für die Struktureigenschaften (basische Amino- (bei Prolin), saure Aminosäuren (bei Asparaginsäure)).

## Seitenketten bei organischen Polymeren

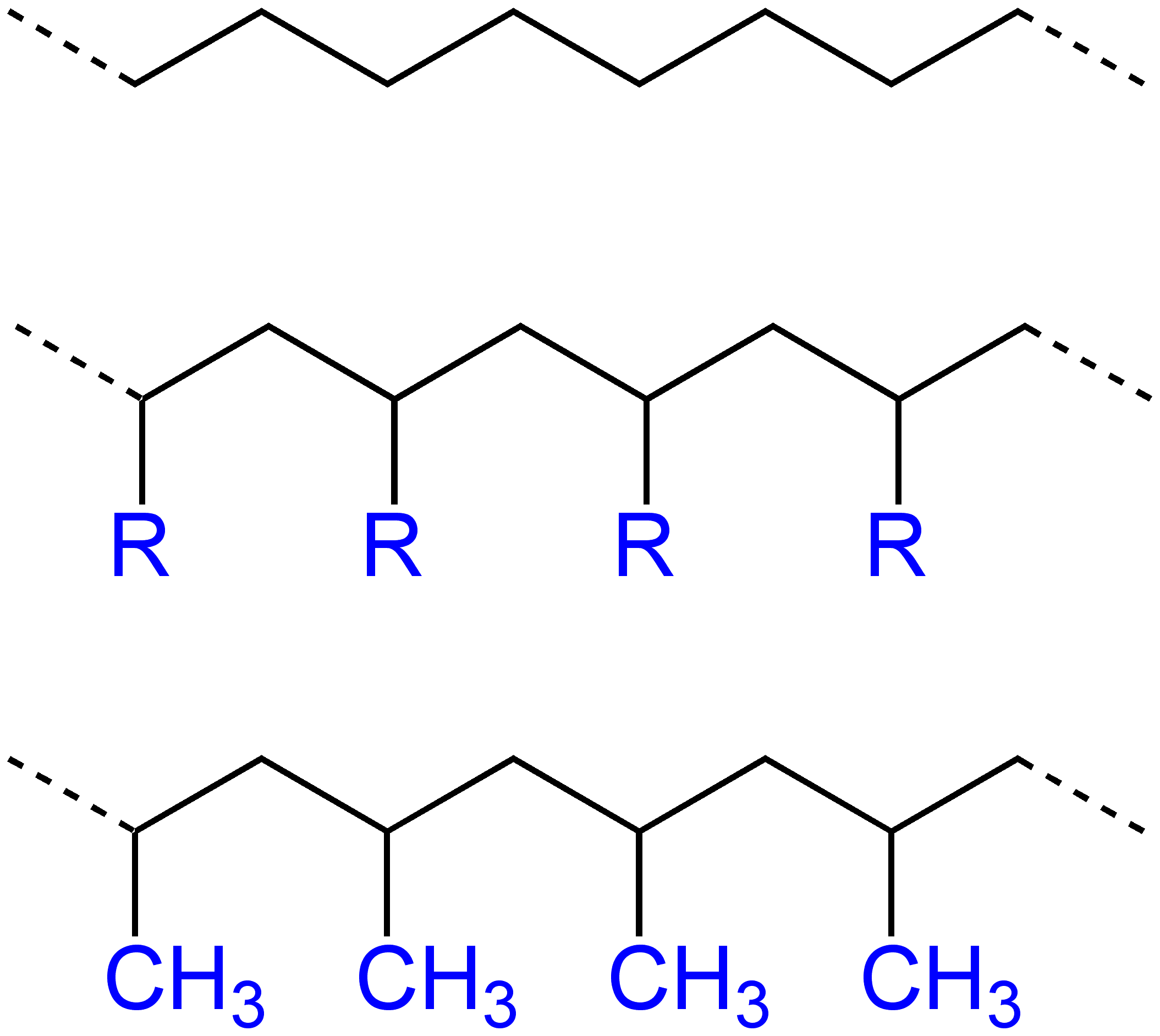
Polyethylen (oben) ein Polymer ohne Seitenkette im Vergleich zu einem Polymer mit der blau markierten Seitenkette R (Mitte) und als konkretes Beispiel Polypropylen (unten) mit der blau Methylgruppe als Seitenkette.

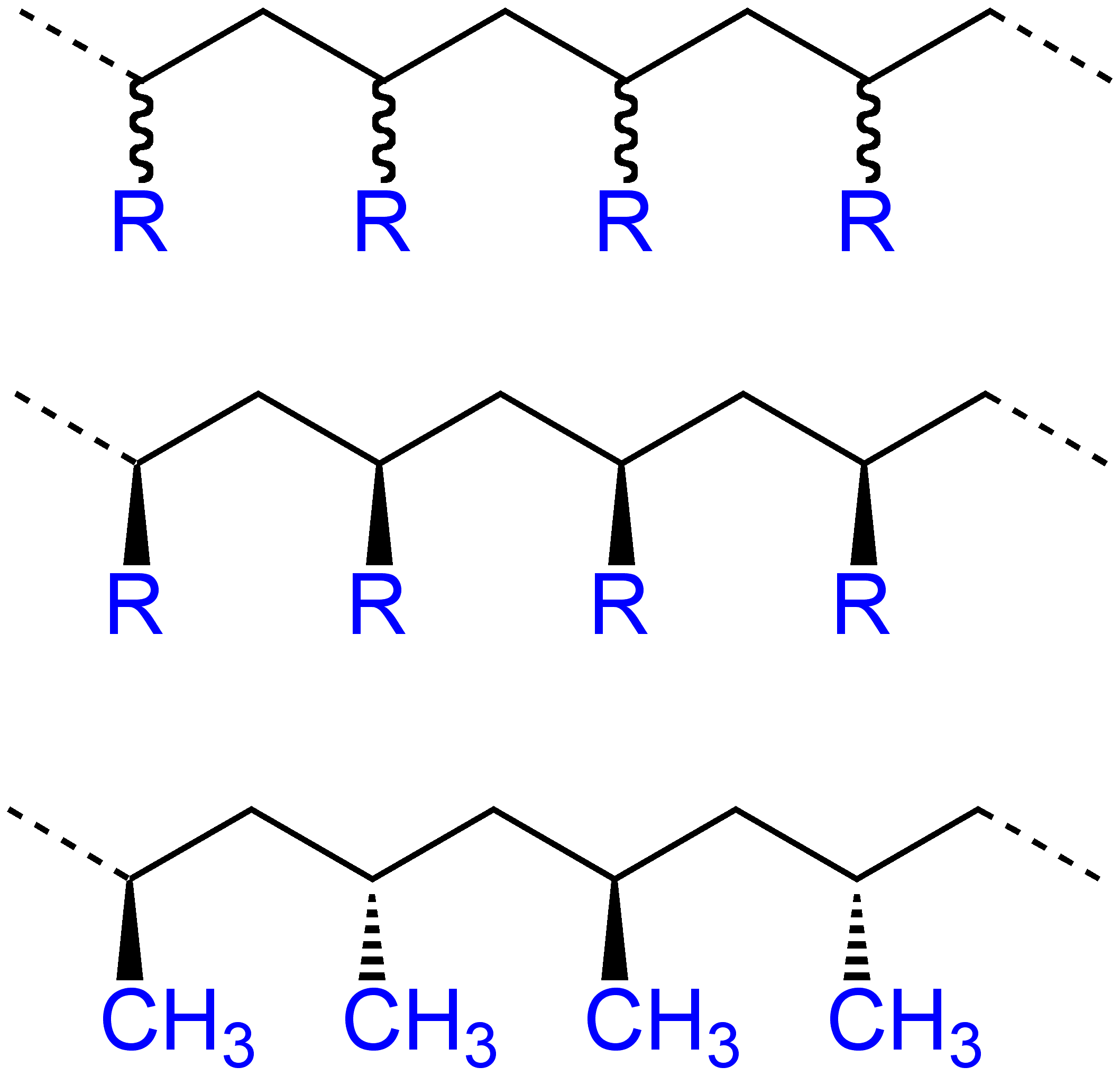
Taktizität von Polymeren: (a) ataktisch, die blau markierten Seitenketten R (oben) sind räumlich relativ zueinander unregelmäßig angeordnet, (b) isotaktisch, die blau markierten Seitenketten R (oben) sind räumlich relativ zueinander regelmäßig zur gleichen Seite hin angeordnet und (c) syndiotaktisch, die blau markierte Methylgruppen (Seitenkette CH_{3}) (unten) sind räumlich relativ zueinander regelmäßig zu abwechselnden Seiten hin angeordnet.

Durch Modifikation der Seitenketten an Polymeren lassen sich deren Eigenschaften manipulieren.
Für X = H erhält man das unpolare Polyethylen; für X = –COOH gelangt man zu den Superabsorbern, einer Verbindungsklasse mit extrem hydrophilen Eigenschaften. Die relative Anordnung der Seitenketten spielt eine wesentliche Rolle bei der Taktizität eines Polymers und beeinflusst dessen Eigenschaften.

## Seitenketten bei anorganischen Polymeren
Auch in anorganische Polymere lassen sich Seitenketten einbauen. Kieselgele werden mit organischen Resten verestert. Die Polarität der Kieselgele kann dabei von stark polar bis sehr unpolar variiert werden. Diese Produkte finden breite Anwendung in der Hochleistungsflüssigkeitschromatographie (HPLC), speziell in der Umkehrphasen-Chromatographie.